# Abborrputten
Abborrputten är en sjö i Gnesta kommun i Södermanland och ingår i Norrströms huvudavrinningsområde.